# Bob Doyle
Robert Andrew Doyle (Dublín, 12 de febrer de 1916 - Londres, 22 de gener de 2009), més conegut com a Bob Doyle, va ser un activista irlandès que va combatre en les Brigades Internacionals durant la Guerra Civil Espanyola a favor de la legalitat republicana i en la Segona Guerra Mundial. Va ser l'últim brigadista irlandès viu.

## Biografia
Membre d'una família humil, el seu naixement va coincidir amb l'Alçament de Pasqua contra el Regne Unit. La situació familiar de pobresa va persistir en el temps i el Crac del 1929 va mostrar a Doyle la duresa de les condicions de vida de la classe treballadora. Aviat es va vincular amb els moviments de l'esquerra política irlandesa, com l'Exèrcit Republicà Irlandès (IRA), enfrontats als blueshirts d'inspiració feixista liderats per Eoin O'Duffy. En una topada amb aquests va perdre la visió d'un ull.
A l'esclatar la Guerra Civil a Espanya, la mort en la Batalla de Jarama del seu amic, Kit Conway, l'impulsà a incorporar-se a les Brigades Internacionals. Tot i no poder-ho fer en un primer intent via València, a la segona ho va aconseguir creuant a peu el Pirineu. Tot i que els quadres de les Brigades Internacionals no van voler assignar-li un lloc al front, va desobeir les ordres i, enquadrat en la Columna Connolly com la majoria dels seus compatriotes, va combatre al front d'Aragó. A la primavera de 1938 va ser fet presoner a Gandesa per la unitat italiana dels Fletxes Negres, juntament amb el líder de les Brigades Internacionals Frank Ryan. Va passar onze mesos al camp de concentració de San Pedro de Cardeña, prop de Burgos, on va ser torturat pels guàrdies franquistes i interrogat per la Gestapo. Va aconseguir ser posat en llibertat en un intercanvi de presoners brigadistes per italians.
Després de tornar a la seva terra, va participar en la Segona Guerra Mundial a la marina mercant britànica i, en acabat, va anar a viure a Londres. Es va casar amb una dona asturiana i va tenir dos fills, Roberto i Julian Doyle, conegut cineasta britànic. La resta de la seva vida la va passar entre la capital anglesa, la República d'Irlanda i Espanya, on viatjava cada any, fins i tot durant la dictadura franquista, visitant els escenaris del conflicte, especialment Jarama i Brunete, i portant propaganda política de manera il·legal. En els seus últims anys va publicar el llibre Memorias de un rebelde sin pausa, editat per l'ajuntament de Rivas-Vaciamadrid.